# 普爾維奇島

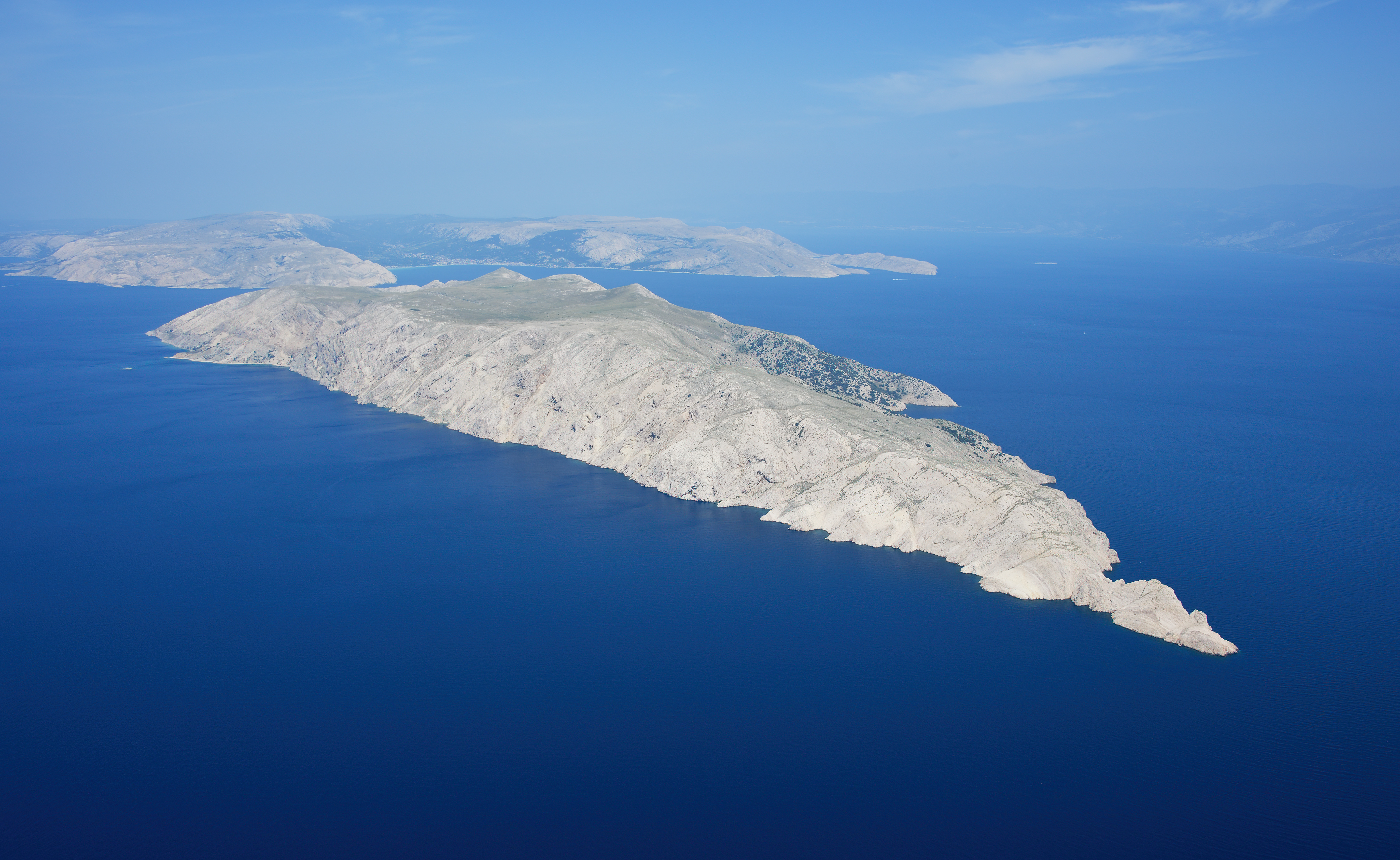

普爾維奇島是克羅地亞的島嶼，位於亞得里亞海，由濱海和山區縣負責管轄，長7.4公里，面積12.76平方公里，海岸線長度23.12公里，最高點海拔高度357米，島上無人居住。

## 外部連結
- Article about Stražica lighthouse （页面存档备份，存于） originally published in Novi list （克羅埃西亞文）
- Stražica lighthouse at Plovput.hr （克羅埃西亞文）
- Stamp depicting the Stražica lighthouse issued by the Croatian Post in September 2009 （克羅埃西亞文）